# 테레크 소비에트 공화국
테레크 소비에트 공화국(러시아어: Терская советская республика 테르스카야 소비에츠카야 레스푸블리카[*])는 1918년 3월 17일 러시아 제국 테레크 주에서 건국된 러시아 SFSR의 공화국이었다. 1918년 3월 17일부터 1919년 2월까지 존재한 소비에트 공화국이었다. 테레크 인민 공화국(러시아어: Терекская Народная Республика 테레크스카야 나로드나야 레스푸블리카[*])이라고도 불렸다. 수도는 처음에는 퍄티고르스크였다가 나중에 블라디캅카스로 옮겼다. 훗날 북캅카스 소비에트 공화국과 합쳐졌다.

테레크 소비에트 공화국에서 쓰인 깃발.